# 大阪公立大学農学部・大学院農学研究科
大阪公立大学農学部（おおさかこうりつだいがくのうがくぶ、英称:School of Agriculture）は、大阪公立大学に設置されている学部の一つである。大阪公立大学大学院農学研究科（おおさかこうりつだいがくだいがくいんのうがくけんきゅうか、英称:Graduate School of Agriculture）は大阪公立大学大学院に設置される研究科の一つである。
大阪府立大学生命環境科学域のうち、応用生命科学類、緑地環境科学類、大学院生命環境科学研究科のうち、応用生命科学専攻と緑地環境科学専攻を改組して誕生した。
所在地は、中百舌鳥(なかもずキャンパス, 大阪府堺市中区学園町1番1号）。

## 沿革
2022年4月以前は大阪府立大学生命環境科学域・大学院生命環境科学研究科#沿革を参照。
2017年（平成29年）11月に大阪府議会において、法人統合に関する議案が可決すると、2018年（平成30年）2月には大阪市会においても議案が可決し、2019年（平成31年）3月に公立大学法人大阪の設立が認可され、大阪府立大学や大阪市立大学及び大阪府立大学工業高等専門学校が統合し、ひとつの大学になることが決定する。
2022年（令和4年）大阪公立大学が発足。これに伴い、学部・学域も再編され、中百舌鳥キャンパスの生命環境科学域については、応用生命科学類と緑地環境科学類が農学部に、生命環境科学研究科の応用生命科学専攻と緑地環境科学専攻が農学研究科に改組する。
生命環境科学域のうち、応用生命科学類のうち植物バイオサイエンス課程は応用生物科学科へ、生命機能化学課程は生命機能化学専攻へ、大学院生命環境科学研究科応用生命科学専攻は大学院農学研究科応用生物科学専攻と生命機能化学専攻へ、緑地環境科学類は、緑地環境科学科へ、大学院生命環境科学研究科緑地環境科学専攻緑地環境科学分野は大学院農学研究科緑地環境科学専攻へと変更になる。

## 学部
- 応用生物科学科
- 生命機能化学科
- 緑地環境科学科

副専攻
- 食生産科学副専攻 - 応用生物科学科と獣医学部との共同プログラム
- 植物工場科学副専攻 - 応用生物科学科と緑地環境科学科、工学部機械工学科との共同プログラム

## 大学院
- 応用生物科学専攻
- 生命機能化学専攻
- 緑地環境科学専攻